# ASTRO BOT: RESCUE MISSION
『ASTRO BOT: RESCUE MISSION』（アストロ ボット レスキュー ミッション）は、 ソニー・インタラクティブエンタテインメント（SIE）より2018年10月4日に発売された、PlayStation VR専用アクションゲーム。プレイヤーは主人公のASTRO（アストロ）と協力し、迷子になったASTROの仲間のBOT（ボット）たちを救いながら、彼らの乗っていた宇宙船アストロ号のパーツ奪還任務を遂行する。2020年11月12日には同日に発売されたPlayStation 5のプリインストールソフトウェアとして、Team ASOBIの開発した『ASTRO's PLAYROOM』がリリースされた。また2024年9月6日には、本作の実質的な続編にあたる『アストロボット』が、PlayStation 5専用フルゲームとして発売。

## 開発
本作は2013年に発売された『プレイルーム』および2016年にリリースされた『THE PLAYROOM VR』を原型として製作された。普段最新ハードに付属するゲームを作っているため、本作はASOBI!チームにとって初となる一般販売のゲーム制作となっている。本作はVRである必要性や必然性に着目した「VR-Ness」で、3人称視点においてもVRの魅力を発信している。デュセはこれをPERSPECTIVE PLAY、VERTICAL PLAY、NEAR PLAY、FAR PLAY、360 PLAYの5つに分けた。

### キャラクターデザイン
開発メンバーの藤井康裕によると本作のキャラクターは「工場製品のような機能美」が意識されたと語られている。本作では三人称視点によるアクションゲームで、設定上プレイヤーはアストロの仲間のロボットとして旅を進める。作中で主人公ASTROをプレイヤーが見ると、ASTROがこちらに微笑んでみせたり、手を振るなどのコミュニケーションを取るためアイコンタクトによるコミュニケーションが親近感を強めているとライターのクラベ・エスラは分析している。

## 評価
本作は日本ゲーム大賞2019にてゲームデザイナーズ大賞を受賞した他、アメリカ合衆国カリフォルニア州ロサンゼルスにて開催されたThe Game Awards 2018では「BEST VR／AR GAME」を受賞した。ゲームデザイナーズ大賞の審査員長・桜井政博は「家庭用ゲーム機のVR作品として、最も高い完成度を誇る作品」と評した。また、IGN JapanによるPS4のオススメゲームTOP20の10位にランクインした。